# Real Federación de Castilla y León de Fútbol
La Real Federación de Castilla y León de Fútbol (RFCYLF) es una federación territorial, afiliada a la RFEF a efectos de representación internacional. Se encarga, por delegación de la RFEF, de la organización de todos los eventos futbolísticos federados en el ámbito de la comunidad española de Castilla y León, a excepción de aquellos celebrados en los municipios burgaleses de Espinosa de los Monteros, Valle de Mena, La Puebla de Arganzón y Condado de Treviño, y en los municipios sorianos de Ólvega, Ágreda y Vozmediano. También quedan exceptuados, en todo el territorio de Castilla y León, aquellos eventos futbolísticos federados que, por su propia naturaleza, son de interés nacional, europeo o mundial.

## Historia y organización
Fue fundada en 1923 bajo el nombre de Federación Regional Castellano Leonesa de Clubs de Football y en 1932 se unió a la Federación Regional Centro para dar lugar a la Federación Castellana de Fútbol hasta 1950. Después pasó a llamarse Federación Oeste (1950-1987), abarcando las provincias de Burgos, León, Palencia, Salamanca, Valladolid y Zamora. Desde el 28 de mayo de 1986 se la conoce como es hoy en día agrupando a las nueve provincias de Castilla y León.
Desde 2007, la sede central se sitúa en Arroyo de la Encomienda (Valladolid). Esta federación a su vez cuenta con delegaciones en las nueve capitales de provincia y una subdelegación comarcal en Ponferrada. 
Gracias al sistema FÉNIX, todo el proceso de fútbol se hace de manera automatizada, desde afiliaciones, licencias, mutualidad, hasta redacción de actas de encuentros.
La FCYLF es pionera en la información del seguimiento de las competiciones organizadas por la FCYLF y sus delegaciones, a través de su página web (módulo Competiciones) y de su aplicación oficial para dispositivos móviles, teniendo información de los partidos tan pronto como el árbitro cierre el acta, así como clasificaciones actualizadas y demás estadísticas.
La FCYLF edita su revista oficial denominada "En equipo"  Archivado el 24 de enero de 2022 en Wayback Machine., y es una entidad con el Sello de Calidad ISO 9001 e ISO 14001.
Desde el 7 de febrero de 2022 ostenta el título de Real, otorgado por la Casa Real de España

### Presidentes
- Salvador Covelo (1923)
- Francisco Mercado de la Cuesta (1923-1926)
- Germán Adánez Horcajuelo (1926-1927)
- Prudencio González Sarriá (1927-1928)
- Vicente de Andrés Bueno (1928-1931)
- Santos Rodríguez Pardo (1932-1932)
- Antonio Villalón Pérez (1950-1979)
- Ramón Burrieza Pellón (1979-1981)
- Benito Zafra Martín (1981-1987)
- Mario Luis Morán Flórez (1987-1996)
- Marcelino S. Maté Martínez (1996-)

### Comités
- Comité de árbitros: presidido por Javier Tejedor Ferrero.
- Comité de entrenadores: presidido por Alfonso Mª Varas García.
- Escuela de entrenadores: dirigido por Luis Díaz González.
- Comité de Fútbol Sala: presidido por Alfredo Rodríguez Santa-Cecilia
- Centro de tecnificación.
- Mutualidad.

Respecto a los órganos disciplinarios, nos encontramos con el Comité de Competición, el Juez Único (Campo y Sala) y el Comité de Apelación.

## Competiciones
La FCYLF organiza las siguientes competiciones de ámbito autonómico:
- Tercera División (Grupo VIII), por delegación de la RFEF
- Primera Regional (Grupos A y B)
- Liga Nacional Juvenil (Grupo III)
- Primera Regional Juvenil
- Primera Regional Cadete
- Segunda Regional Cadete
- Primera Regional Infantil
- Segunda Regional Infantil
- Copa RFEF (Fase autonómica)
- Primera Regional Femenina
- Segunda Regional Femenina
- Tercera División Fútbol Sala (Grupo IX)
- División de Honor Juvenil Fútbol Sala (Grupo II)
- Primera Regional Cadete Fútbol Sala
- Primera Regional Infantil Fútbol Sala
- Primera Regional Femenina Fútbol Sala
- Campeonatos regionales entre 1924 y 1931
- Copa de Castilla y León de fútbol entre 2009 y 2014
- Campeonato de selecciones provinciales entre 1987 y 2013

## Estructura de categorías en Castilla y León para la temporada 2020/21
| 1.ª | Primera División                        | 1 equipo                                       |
| 2.ª | Segunda División                        | 3 equipos                                      |
| 3.ª | Primera División RFEF                   | 36 equipos                                     |
| 4.ª | Segunda División RFEF                   | 5 equipos                                      |
| 5.ª | Tercera Federación                      | 16 equipos (Grupo VIII)                        |
| 6.ª | Primera División Regional Aficionados   | 35 equipos (2 grupos)                          |
| 7.ª | Primera División Provincial Aficionados | 144 equipos (9 grupos)                         |
| 8.ª | Segunda División Provincial Aficionados | 51 equipos (Ávila, León, Segovia y Valladolid) |
| 9.ª | Tercera División Provincial Aficionados | 24 equipos (Valladolid, 2 grupos)              |

## Selecciones
En 1998, y con motivo del 75.º aniversario de su fundación, se organizó el primer partido de la selección absoluta, contra Aragón, en un partido disputado en Soria, que terminó con empate 1-1. Cuatro años después se disputaría el segundo y último partido hasta el momento, también contra Aragón en Zaragoza, cayendo 3-0.
Además cuenta con la selección de aficionados que disputa la Copa de las Regiones de la UEFA, habiendo conseguido tres campeonatos nacionales (2008, 2016 y 2018) y un campeonato europeo (2009).
En selecciones inferiores, destaca el campeonato de España juvenil conseguido en 1990.